# Gaston Darboux
Jean Gaston Darboux (1842-1917) va ser un matemàtic francès especialitzat en l'estudi de la geometria diferencial.

## Vida i Obra
Darboux va fer els seus estudis secundaris als Lycées de Nimes i Montpeller. El 1861 va ser admès tant a l'École Polytechnique com a l'École Normale Supérieure, obtenint en les dues el primer lloc en els exàmens d'accés, però va optar per estudiar a la Normale. L'any 1866 va obtenir el seu doctorat amb una tesi sobre les superfícies ortogonals i els anys següents, fins 1872, va ser professor del Liceu Louis-le-Grand de París. de 1873 a 1878 va ser professor suplent de Liouville a la Sorbona i el 1878 va obtenir la càtedra d'alta geometria de la qual havia estat titular Chasles.
Darboux, a més d'un excel·lent professor, va ser degà durant deu anys de la Facultat de Ciències, període durant el qual es va construir la nova Sorbona. També va ser membre del Conseil Supèrieur de l'Instruction Publique, càrrec des del que va reorganitzar tot l'ensenyament de les matemàtiques sobre unes noves bases.
El 1870, juntament amb Jules Houel, va fundar el Bulletin des sciences, una revista científica que publicava llistes dels títols dels articles publicats a revistes estrangeres, sumaris de les obres més importants publicades i, quan ho permetia l'espai, traduccions d'algun article. Els darrers disset anys de la seva vida va ser secretari perpetu de l'Acadèmia de Ciències de París i va morir al Palau Mazarin, seu d'aquesta institució.
El gruix de l'obra de Darboux versa sobre geometria diferencial, tot i que també va escriure articles importants en anàlisi matemàtica i en mecànica.. També va ser l'editor de les obres de Fourier i va col·laborar amb Serret en l'edició de les obres de Lagrange. La seva obra principal, Leçons sur la théorie générale des surfaces et les applications géométriques du calcul infinitésimal, publicada en quatre volums entre 1887 i 1896, no va solament conquerir un lloc molt important en la matèria, sinó que, a més, va ser una eina per l'estudi dels problemes fonamentals de l'anàlisi matemàtica, de les equacions diferencials en derivades parcials o de la teoria dels invariants.